# Jesse Heiman
Jesse Heiman (né le 23 mai 1978) est un acteur américain, connu pour avoir joué dans plus de 50 films et émissions de télévision en tant que figurant.
Il a figuré en particulier dans The Social Network, Arrested Development, Old School, Glee, Arrête-moi si tu peux, Spider Man, Chuck, Earl, American Pie, Greek, Parents à tout prix, Bones, Old Christine, Entourage, 17 ans encore, Keith, Monk, Une famille du tonnerre (George Lopez), Reno 911, n'appelez pas !, Larry et son nombril, NCIS : Enquêtes spéciales, The Big Bang Theory , Ned ou Comment survivre aux études.
En janvier 2013, il crée l'événement en se faisant embrasser par Bar Refaeli, pour une publicité du site Go Daddy, avant la finale du Super Bowl.